# Haile Gerima
Haile Gerima (Gondar, 4 de marzo de 1946) es un cineasta etíope que ha desarrollado su carrera en su país natal y en los Estados Unidos. Es miembro del movimiento fílmico conocido como la Rebelión de Los Ángeles y sus películas han sido objeto de elogios por parte de la crítica especializada. Desde 1975, Haile se ha desempeñado como docente de la Universidad Howard en Washington D. C. Su película de 1993 Sankofa obtuvo varios premios internacionales.

## Biografía
Gerima nació en la ciudad de Gondar en 1946, hijo de un dramaturgo que viajaba por todo Etiopía con su compañía teatral. Influenciado por la profesión de su padre, Gerima viajó a los Estados Unidos en 1968 para estudiar actuación en la Escuela Goodman de Chicago. En 1970 se mudó a Los Ángeles, donde se graduó en bellas artes en la Universidad de California. Entre 1972 y 1976 dirigió cuatro películas, siendo reconocido dentro del movimiento conocido como la Rebelión de Los Ángeles junto a otros cineastas de color como Charles Burnett, Jamaa Fanaka y Julie Dash.
En 1976 regresó a su natal Etiopía para grabar el documental Mirt Sost Shi Amit, conocida a nivel internacional como Harvest: 3,000 Years, utilizando actores naturales y teniendo como marco de referencia la guerra civil provocada por el derrocamiento del monarca Haile Selassie. En la década de 1980 dirigió dos películas, Ashes and Embers y After Winter, antes de crear en 1993 la laureada Sankofa, cinta reconocida en diversos festivales internacionales y ganadora en la categoría de mejor fotografía en el Festival Panafricano de Cine y Televisión de Uagadugú.
Teza (2008), su más reciente película, relata el regreso de un intelectual etíope a su país de nacimiento durante el represivo régimen marxista de Mengistu Haile Mariam y el reconocimiento de su propio desplazamiento e impotencia ante la disolución de la humanidad y los valores sociales de su pueblo.

## Filmografía
- 1972 - Hour Glass
- 1972 - Child of Resistance
- 1976 - Bush Mama
- 1976 - Mirt Sost Shi Amit
- 1978 - Wilmington 10
- 1982 - Ashes and Embers
- 1985 - After Winter: Sterling Brown
- 1993 - Sankofa
- 1994 - Imperfect Journey
- 1999 - Adwa - An African Victory
- 2009 - Teza